# Embia algerica
Embia algerica är en insektsart som först beskrevs av Navás 1930.  Embia algerica ingår i släktet Embia och familjen Embiidae. Inga underarter finns listade i Catalogue of Life.